# شاة حمزه (مقاطعة تشرام)
شاة حمزه (بالفارسية: شاه حمزه) هي قرية تقع في قسم سرفارياب الريفي (مقاطعة تشرام) في إيران.